# Dalima gigantea
Dalima gigantea là một loài bướm đêm trong họ Geometridae.